# Chó Bắc Hà
Chó Bắc Hà är en hundras från Vietnam. Den är en asiatisk spets från Lào Cai-provinsen i nordvästra Vietnam där Hmongfolket använt den som jakt- och vakthund. Rasen är nationellt erkänd av Vietnam Kennel Association (VKA). Enligt lokala myter ska rasen vara en korsning mellan tamhund och asiatisk vildhund (dhol).